# Coppa delle nazioni del Golfo 2024
La Coppa delle nazioni del Golfo 2024, chiamata anche Khaleeji Zain 26 per motivi di sponsorizzazione, è stata la 26ª edizione del torneo riservato alle otto squadre nazionali appartenenti alla Federazione calcistica della Coppa delle nazioni del Golfo. Il torneo si è svolto per la quinta volta in Kuwait, dal 21 dicembre 2024 al 3 gennaio 2025. Tutte le partite della competizione si giocheranno nella città di Al Kuwait. L'edizione è stata vinta dal Bahrein, vittoriosa in finale sull'Oman, al suo secondo trofeo.

## Squadre partecipanti
| Nazione                      | Partecipazioni | Miglior risultato                                                              | Ranking FIFA (Novembre 2024) |
| ---------------------------- | -------------- | ------------------------------------------------------------------------------ | ---------------------------- |
| Qatar                        | 26             | Vincitore (1992, 2004, 2014)                                                   | 48                           |
| Iraq (campione in carica)    | 17             | Vincitore (1979, 1984, 1988, 2023)                                             | 56                           |
| Arabia Saudita               | 25             | Vincitore (1994, 2002, 2003-2004)                                              | 59                           |
| Emirati Arabi Uniti          | 25             | Vincitore (2007, 2013)                                                         | 63                           |
| Oman                         | 24             | Vincitore (2009, 2017-2018)                                                    | 80                           |
| Bahrein                      | 26             | Vincitore (2019)                                                               | 81                           |
| Kuwait (paese organizzatore) | 26             | Vincitore (1970, 1972, 1974, 1976, 1982, 1986, 1990, 1996, 1998, 2010)         | 134                          |
| Yemen                        | 11             | Fase a gironi (2003-2004, 2004, 2007, 2009, 2010, 2013, 2014, 2017-2018, 2019) | 157                          |

## Stadi
| Stadio internazionale Jaber Al-Ahmad | Jaber Al-Mubarak Al-Hamad Stadium |
| Capienza: 60.000                     | Capienza: 15.000                  |
|                                      |                                   |

## Sorteggio
Il sorteggio della fase a gironi si è tenuto il 9 novembre 2024 alle ore 19.00 locali, presso la città di Al Kuwait.Le otto squadre sono state divise in due gruppi da quattro, selezionando una squadra da ognuna delle quattro urne. Per il sorteggio, le squadre sono state allocate in quattro fasce secondo il ranking mondiale FIFA dell'ottobre 2024. La prima fascia vede la presenza del Kuwait, paese ospitante, e dei campioni in carica dell'Iraq.
| 1° Fascia                                      | 2° Fascia                      | 3° Fascia                             | 4° Fascia             |
| ---------------------------------------------- | ------------------------------ | ------------------------------------- | --------------------- |
| Kuwait (135) (ospitante) Iraq (56) (detentore) | Qatar (46) Arabia Saudita (59) | Emirati Arabi Uniti (68) Bahrein (76) | Oman (80) Yemen (154) |

## Fase a gironi

### Gruppo A
| Pos. | Squadra             | Pt | G | V | N | P | GF | GS | DR |
| ---- | ------------------- | -- | - | - | - | - | -- | -- | -- |
| 1.   | Oman                | 5  | 3 | 1 | 2 | 0 | 4  | 3  | +1 |
| 2.   | Kuwait              | 5  | 3 | 1 | 2 | 0 | 4  | 3  | +1 |
| 3.   | Emirati Arabi Uniti | 2  | 3 | 0 | 2 | 1 | 3  | 4  | -1 |
| 4.   | Qatar               | 2  | 3 | 0 | 2 | 1 | 3  | 4  | -1 |

Fonte: Soccerway
| Arbitro: | Khalid Al-Turais |

|            |           |              |
| Nasser 34’ | Marcatori | 42’ Al-Sabhi |

| Arbitro: | István Kovács |

|                 |           |                   |
| Afif 17’ (rig.) | Marcatori | 45+1’ Al-Ghassani |

| Arbitro: | Mohanad Qasim Sarray |

|                          |           |        |
| Al-Sabhi 20’ (rig.), 52’ | Marcatori | 2’ Ali |

| Arbitro: | Dahane Beida |

|         |           |                           |
| Caio 5’ | Marcatori | 16’ Daham 89’ M. Al-Enezi |

| Arbitro: | Mustapha Ghorbal |

|           |           |                |
| Daham 74’ | Marcatori | 90+11’ Muntari |

| Arbitro: | Ammar Mahfoodh |

|                 |           |                  |
| Al-Ghassani 20’ | Marcatori | 79’ Al-Mushaifri |

### Gruppo B
| Pos. | Squadra        | Pt | G | V | N | P | GF | GS | DR |
| ---- | -------------- | -- | - | - | - | - | -- | -- | -- |
| 1.   | Bahrein        | 6  | 3 | 2 | 0 | 1 | 6  | 4  | +2 |
| 2.   | Arabia Saudita | 6  | 3 | 2 | 0 | 1 | 8  | 6  | +2 |
| 3.   | Iraq           | 3  | 3 | 1 | 0 | 2 | 2  | 5  | -3 |
| 4.   | Yemen          | 3  | 3 | 1 | 0 | 2 | 4  | 5  | -1 |

Fonte: Soccerway
| Arbitro: | Abdulrahman Al-Jassim |

|             |           |  |
| Hussein 64’ | Marcatori |  |

| Arbitro: | Ahmad Al-Ali |

|                                    |           |                                             |
| Al-Juwayr 73’ Al-Shehri 86’ (rig.) | Marcatori | 19’ Abduljabbar 38’ Al-Humaidan 76’ Marhoon |

| Arbitro: | Qasim Al-Hatmi |

|                           |           |                                                |
| Al-Zubaidi 8’ Sabarah 27’ | Marcatori | 30’ Kanno 57’ (rig.) Al-Juwayr 90+3’ Al-Hamdan |

| Arbitro: | Halil Umut Meler |

|                |           |  |
| Madan 38’, 47’ | Marcatori |  |

| Arbitro: | István Kovács |

|         |           |                                          |
| Ali 64’ | Marcatori | 57’ (rig.) Al-Dawsari 81’, 86’ Al-Hamdan |

| Arbitro: | Omar Al-Ali |

|                |           |                                     |
| Al-Romaihi 62’ | Marcatori | 41’ (aut.) Al-Khatal 88’ Al-Zubaidi |

## Fase finale

### Tabellone
|  | Semifinali     | Semifinali     | Semifinali |         |      | Finale | Finale | Finale |  |
|  |                |                |            |         |      |        |        |        |  |
|  | Oman           | Oman           | 2          |         |      |        |        |        |  |
|  | Oman           | Oman           | 2          |         |      |        |        |        |  |
|  | Arabia Saudita | Arabia Saudita | 1          |         |      |        |        |        |  |
|  | Arabia Saudita | Arabia Saudita | 1          |         | Oman | Oman   | 1      |        |  |
|  |                |                |            |         | Oman | Oman   | 1      |        |  |
|  |                |                | Bahrein    | Bahrein | 2    |        |        |        |  |
|  | Bahrein        | Bahrein        | Bahrein    | Bahrein | 2    | 1      |        |        |  |
|  | Bahrein        | Bahrein        |            |         |      |        |        |        |  |
|  | Kuwait         | Kuwait         | 0          |         |      |        |        |        |  |

### Semi-finali
| Arbitro: | Halil Umut Meler |

|                                |           |           |
| A. Al-Alawi 74’ Al-Busaidi 85’ | Marcatori | 87’ Kanno |

| Arbitro: | István Kovács |

|             |           |  |
| Marhoon 75’ | Marcatori |  |

### Finale
| Arbitro: | Abdulrahman Al-Jassim |

|                  |           |                                           |
| Al-Mushaifri 17’ | Marcatori | Marhoon 78’ (rig.) Al-Musalami 80’ (aut.) |

| Oman | Bahrain |

| GK           | 18 | Faiz Al-Rushaidi         | 90+3’  | 90+9’     |
| CB           | 2  | Mohammed Al-Musalami (c) |        |           |
| CB           | 6  | Ahmed Al-Khamisi         |        | 58’       |
| RB           | 13 | Thani Al-Rushaidi        |        |           |
| LB           | 17 | Ali Al-Busaidi           |        |           |
| CM           | 4  | Arshad Al-Alawi          | 46’    |           |
| CF           | 12 | Abdullah Fawaz           |        | 86’       |
| CM           | 23 | Harib Al-Saadi           |        |           |
| CF           | 7  | Issam Al-Sabhi           | 90+10’ |           |
| RM           | 10 | Jameel Al-Yahmadi        |        |           |
| LM           | 21 | Abdulrahman Al-Mushaifri |        |           |
| Panchina:    |    |                          |        |           |
| GK           | 1  | Ibrahim Al-Mukhaini      |        |           |
| GK           | 22 | Ibrahim Al-Rajhi         |        | 90+9’     |
| DF           | 3  | Mulham Al-Sinaidi        |        | 58’ 90+8’ |
| DF           | 5  | Ghanim Al-Habashi        |        |           |
| DF           | 14 | Ahmed Al-Kaabi           |        |           |
| DF           | 16 | Khalid Al-Braiki         |        |           |
| MF           | 8  | Zahir Al-Aghbari         |        | 86’       |
| MF           | 9  | Ahed Al-Mashaiki         |        |           |
| MF           | 19 | Mataz Saleh              |        |           |
| MF           | 24 | Hussein Al-Shahri        |        |           |
| FW           | 25 | Faraj Al-Kiyumi          |        |           |
| FW           | 26 | Abdulsalam Al-Shukaili   |        | 90+8’     |
| Allenatore:  |    |                          |        |           |
| Rashid Jaber |    |                          |        |           |

| GK             | 22 | Ebrahim Lutfalla      |     |        |
| CB             | 2  | Amine Benaddi         | 43’ |        |
| CB             | 3  | Waleed Al Hayam       |     |        |
| DM             | 4  | Sayed Dhiya Saeed (c) |     |        |
| RB             | 5  | Hamad Al-Shamsan      |     |        |
| LB             | 23 | Abdulla Al-Khalasi    |     |        |
| RW             | 7  | Ali Madan             |     |        |
| AM             | 8  | Mohamed Marhoon       |     |        |
| DM             | 19 | Kamil Al-Aswad        |     |        |
| CF             | 13 | Mohamed Al-Romaihi    | 56’ | 90+14’ |
| LW             | 20 | Mahdi Al-Humaidan     | 83’ |        |
| Panchina:      |    |                       |     |        |
| GK             | 1  | Ammar Mohamed         |     |        |
| GK             | 21 | Sayed Mohammed Jaffer |     |        |
| DF             | 16 | Sayed Baqer           |     |        |
| DF             | 18 | Mohamed Adel          |     |        |
| DF             | 24 | Vincent Emmanuel      |     |        |
| MF             | 10 | Abdulwahab Al-Malood  |     |        |
| MF             | 15 | Jasim Al-Shaikh       |     |        |
| MF             | 17 | Hazza Ali             |     |        |
| MF             | 25 | Sayed Ahmed Al-Wadaei |     |        |
| FW             | 9  | Ebrahim Al-Khattal    |     |        |
| FW             | 11 | Ismail Abdullatif     |     | 90+14’ |
| FW             | 26 | Husain Abdulkarim     |     |        |
| Allenatore:    |    |                       |     |        |
| Dragan Talajić |    |                       |     |        |

| Guardalinee: Taleb Al-Marri Saoud Al-Maqaleh Quarto uomo: Mohanad Qasim Sarray Guardalinea di riserva: Ahmed Al-Baghdadi VAR: Khamis Al-Marri Assistenti VAR: Fu Ming Ahmed Gatea |